# Chester (Vermont)
Chester ist eine Town im Windsor County des Bundesstaates Vermont in den Vereinigten Staaten mit 3005 Einwohnern (laut Volkszählung von 2020).

## Geografie

### Geografische Lage
Die Town liegt auf der Ostseite der Green Mountains in den Vorbergen westlich des Connecticut Rivers. Sie weist zwei Siedlungskerne auf, Chester Village im Süden und Chester Depot im Norden, die in etwa 1,5 Kilometer Abstand voneinander liegen. Beide Ortsteile sind seit Jahren nahezu zusammengewachsen. Wichtigster Wasserlauf ist der Williams River; der Hausberg des Doppelortes ist zugleich die höchste Erhebung der Town: Mount Flamstead mit 344 m (1129 feet).

### Nachbargemeinden
Alle Entfernungen sind als Luftlinien zwischen den offiziellen Koordinaten der Orte aus der Volkszählung 2010 angegeben.
- Norden: Cavendish, 5,0 km
- Norden: Baltimore, 8,1 km
- Nordosten: Weathersfield, 17,3 km
- Osten: Springfield, 16,2 km
- Südosten: Rockingham, 14,2 km
- Süden: Grafton, 3,7 km
- Südwesten: Windham, 8,9 km
- Westen: Andover, 10,4 km
- Nordwesten: Ludlow, 9,1 km

### Klima
|                       | Jan   | Feb   | Mär  | Apr  | Mai  | Jun  | Jul  | Aug  | Sep  | Okt  | Nov  | Dez  |   |      |
| Mittl. Tagesmax. (°C) | −1,7  | −0,1  | 4,6  | 12,0 | 18,9 | 23,9 | 26,2 | 25,2 | 20,9 | 14,2 | 7,6  | 0,9  | ⌀ | 12,8 |
| Mittl. Tagesmin. (°C) | −11,7 | −11,7 | −5,9 | 0,9  | 6,3  | 11,2 | 13,8 | 13,2 | 8,8  | 2,3  | −2,3 | −8,3 | ⌀ | 1,4  |

| −11,7 |

| −11,7 |

| −5,9 |

| 0,9 |

| 6,3 |

| 11,2 |

| 13,8 |

| 13,2 |

| 8,8 |

| 2,3 |

| −2,3 |

| −8,3 |

| −11,7 |

| −11,7 |

| −5,9 |

| 0,9 |

| 6,3 |

| 11,2 |

| 13,8 |

| 13,2 |

| 8,8 |

| 2,3 |

| −2,3 |

| −8,3 |

Die mittlere Durchschnittstemperatur in Chester liegt zwischen -6,7 °C im Januar und 20,1 °C im Juli, im Jahresmittel bei 7,1 °C. Damit ist der Ort gegenüber dem langjährigen Mittel Vermonts um etwa 1 Grad wärmer. Die Schneefälle zwischen Oktober und Mai liegen mit bis zu 45 cm (etwa 17,5 inch) im Januar etwa doppelt so hoch wie die mittlere Schneehöhe in den USA. Die tägliche Sonnenscheindauer liegt am unteren Rand des Wertespektrums der USA.

## Geschichte
Das Areal wurde erstmals zur Besiedlung unter dem Namen Flamstead ausgerufen am 22. Februar 1754 durch Benning Wentworth. Allerdings wurde im Zuge der Auseinandersetzungen mit dem Bundesstaat New York, der das Gebiet nach einem Dekret des englischen Königs George III. vom 26. Juli 1764 ebenfalls für sich beanspruchte, am 14. Juli 1766 den Siedlern mitgeteilt, dass das Land nunmehr zum Bundesstaat New York gehöre und unter dem Namen Chester mit geänderten Außengrenzen geführt werde. Diese Bestimmung wurde akzeptiert; die Gemeinde gehörte damit zu New York; eine zweite Ausrufung durch New Hampshire vom 3. November 1766, diesmal unter dem Namen New Flamstead, blieb wirkungslos. Am 3. Juli 1766 war durch New York das – heute nicht mehr existierende – County Cumberland, eingerichtet worden; Chester wurde zum Verwaltungssitz bestimmt, der aber 1772 nach Westminster verlegt wurde. Die erste Stadtversammlung fand 1767 statt, die erste Kirche wurde 1773 geweiht. Erst als Teil der selbständigen Vermont Republic kehrte Chester zu den Grenzen von 1761 zurück, behielt aber den Namen Chester bei.
Vor der Errichtung der Eisenbahnlinien war das südliche Village Kreuzungspunkt zweier Postkutschenlinien (Boston – Montreal und Hanover – Albany). Aufgrund der gut ausgebauten Straßen hatte sich die Town als wichtigster Verkehrsweg von der Ostküste nach New York durch die Green Mountains entwickelt. Die Town profitierte von diesem Umstand, wie man an der großen Zahl von Geschäften, besonders in dem südlichen Village, erkennen kann: für 1840 sind neben einem Sattler, zwei Hufschmieden und einem Wagenrad-Hersteller auch zwei Tavernen, ein Möbeltischler, zwei Lebensmittelläden, zwei Krämer, ein Post Office, ein Kleidungsladen, ein Hutgeschäft, zwei Werkzeuggeschäfte und sogar drei Anwälte belegt – für einen Ort mit etwa 60 Wohnhäusern. Zwischen 1814 und 1876 existierte neben knapp 20 Grundschulen auch eine höhere Bildungsanstalt, die Chester Academy.
Dem Tal des Williams River folgte auch die Bahnstrecke Bellows Falls–Burlington, die ab 1847 erbaut und 1849 eröffnet wurde. Chester erhielt einen Bahnhof, der bis 1953 von Personenzügen angefahren wurde; bis zur Einstellung des Zugverkehrs 1961 fuhren danach nur noch Güterzüge auf der Strecke. Mit der Gründung des Dampflokmuseums Steamtown 1964 in Bellows Falls wurde der Bahnhof Chesters gelegentlich wieder von Personenzügen angefahren. Das viktorianische Weichbild der Stadt und die ab 1834 errichteten Steinhäuser des Stone Village stellten sich rasch als Touristenattraktion heraus, was die Bewohner als Chance verstanden: heute ist die Stadt ein klassisches Touristenziel Vermonts. Als 1984 das Dampflokmuseum geschlossen, die Lokomotiven verlegt und Dampfbetrieb in Vermont aus Umweltschutzgründen verboten wurden, stellte man die Fahrten des Touristen-Zuges Green Mountain Flyer nicht etwa ein, sondern stellte auf Diesellok-Betrieb um und die erweiterte die Fahrstrecke. Seither startet der nach Fahrplan verkehrende Ausflugszug in North Walpole, New Hampshire. Die Nähe dreier Wintersportzentren (am Mount Snow, Okemo und Killington (Vermont)) erweitert die Touristensaison auf das ganze Jahr.
Seit der Mitte der 1980er Jahre sind zwei Einzelhäuser und zwei Gebäudeensemble, darunter auch das Stone Village, im National Register of Historic Places gelistet.

### Religionen
Vier Kirchengemeinden finden sich: zwei Gemeinden der Episkopalkirche, eine römisch-katholische und eine Gemeinde der United Church of Christ.

### Einwohnerentwicklung
| Volkszählungsergebnisse - Town of Chester, Vermont | Volkszählungsergebnisse - Town of Chester, Vermont | Volkszählungsergebnisse - Town of Chester, Vermont | Volkszählungsergebnisse - Town of Chester, Vermont | Volkszählungsergebnisse - Town of Chester, Vermont | Volkszählungsergebnisse - Town of Chester, Vermont | Volkszählungsergebnisse - Town of Chester, Vermont | Volkszählungsergebnisse - Town of Chester, Vermont | Volkszählungsergebnisse - Town of Chester, Vermont | Volkszählungsergebnisse - Town of Chester, Vermont | Volkszählungsergebnisse - Town of Chester, Vermont |
| Jahr                                               | 1700                                               | 1710                                               | 1720                                               | 1730                                               | 1740                                               | 1750                                               | 1760                                               | 1770                                               | 1780                                               | 1790                                               |
| -------------------------------------------------- | -------------------------------------------------- | -------------------------------------------------- | -------------------------------------------------- | -------------------------------------------------- | -------------------------------------------------- | -------------------------------------------------- | -------------------------------------------------- | -------------------------------------------------- | -------------------------------------------------- | -------------------------------------------------- |
| Einwohner                                          |                                                    |                                                    |                                                    |                                                    |                                                    |                                                    |                                                    |                                                    |                                                    | 981                                                |
| Jahr                                               | 1800                                               | 1810                                               | 1820                                               | 1830                                               | 1840                                               | 1850                                               | 1860                                               | 1870                                               | 1880                                               | 1890                                               |
| Einwohner                                          | 1878                                               | 2370                                               | 2493                                               | 2320                                               | 2305                                               | 2001                                               | 2126                                               | 2052                                               | 1901                                               | 1787                                               |
| Jahr                                               | 1900                                               | 1910                                               | 1920                                               | 1930                                               | 1940                                               | 1950                                               | 1960                                               | 1970                                               | 1980                                               | 1990                                               |
| Einwohner                                          | 1775                                               | 1784                                               | 1633                                               | 1666                                               | 1740                                               | 1981                                               | 2318                                               | 2371                                               | 2791                                               | 2832                                               |
| Jahr                                               | 2000                                               | 2010                                               | 2020                                               | 2030                                               | 2040                                               | 2050                                               | 2060                                               | 2070                                               | 2080                                               | 2090                                               |
| Einwohner                                          | 3044                                               | 3154                                               | 3005                                               |                                                    |                                                    |                                                    |                                                    |                                                    |                                                    |                                                    |

## Wirtschaft und Infrastruktur

### Verkehr
Die Stadt wird durch die Vermont State Route 103, die von Rockingham nach Rutland führt und durch das Tal des Williams River und den Hauptort verläuft, sowie die Vermont State Route 11, die die 103 in Chester Village kreuzt, an das Straßennetz angeschlossen. Der Hartness State Airport bei Springfield liegt neun Kilometer Luftlinie entfernt.

### Öffentliche Einrichtungen
Neben den üblichen städtischen Büros werden in Chester keine öffentlichen Einrichtungen betrieben. Das nächstgelegene Krankenhaus ist das Springfield Hospital in Springfield.

### Bildung
Chester gehört mit Andover, Baltimore, Cavendish, Ludlow, Mt. Holly und Plymouth zur Two Rivers Supervisory Union.
Im Ort ist eine sechszügige Grundschule mit rund 300 Schülern angesiedelt, die Chester-Andover Elementary School, die zusammen mit der benachbarten Town Andover betrieben wird. Eine Highschool mit rund 400 Schülern, die Green Mountain Union High School, bietet die Klassen 7 bis 12 an. Das nächstgelegene College ist das Keene State College in Keen im benachbarten Bundesstaat New Hampshire, die nächste Universität, die Franklin Pierce University, findet sich in Rindge, ebenfalls in New Hampshire.

## Persönlichkeiten

### Söhne und Töchter der Stadt
- Waitstill R. Ranney (1791–1853), Arzt, Politiker und Vizegouverneur von Vermont
- Fernando C. Beaman (1814–1882), Politiker und Abgeordneter im US-Repräsentantenhaus
- Franklin Edson (1832–1904), Politiker und Bürgermeister von New York City
- Melvin Baldwin (1838–1901), Politiker und Abgeordneter im US-Repräsentantenhaus
- Donald J. Cram (1919–2001), Chemie-Nobelpreisträger

### Persönlichkeiten, die vor Ort gewirkt haben
- Thomas Chandler junior (1740–1798), Politiker und Richter
- Anna Dewdney (1965–2016), Kinderbuchautorin und -illustratorin
- Aaron Leland (1761–1832), Politiker und Vizegouverneur von Vermont. Er gründete die baptistische Kirche Chesters.